# Thorsten Andreassen
Thorsten Thoralf Andreassen, född 29 november 1965 i Hägersten i Stockholm, är en svensk underhållare, komiker, jonglör och trollkarl.
Han har arbetat som professionell artist sedan 1984. Han var en av grundarna till Gycklargruppen från 1987, och var en av de drivande i kompaniet fram tills gruppen splittrades 2007. Han arbetar även som stand-up-artist, bland annat på Norra Brunn i Stockholm och driver artist- och produktionsbolaget Funnybones Production
Andreassen valdes 2009 till ordförande i organisationen Manegen, som verkar för att utveckla konst- och nöjesformerna cirkus, varieté och gatuperformance.
Han har i olika sammanhang arrangerat stödgalor och andra manifestationer för krigs- och krisdrabbade runt om i världen. Bland annat var han initiativtagare till en gala den 11 januari 2005 i Konserthuset i Stockholm, till förmån för offren för flodvågskatastrofen i Sydostasien 2004.
Thorsten Andreassen initierade Stockholm Street Festival 2010 i kungsträdgården, Stockholm. Thorsten Andreassen presenterar några av världens främsta gatuartister från hela världen, festivalen har på kort tid blivit ett mycket uppskattat arrangemang mitt i Stockholms stadsbild, som både 2012 och 2013 besöktes av närmare 60 000 personer under tre dagar. Festivalen är en årligen återkommande festival och hålls i tre dagar första helgen i juli.
Thorsten Andreassen går även under artistnamnet Magic Thor, artistnamnet använder han främst vid utländska gästspel i cabaret-sammanhang eller gatufestivaler.

## Filmografi & TV
- 1991 – Ett paradis utan biljard

- 1996 – Lilla Jönssonligan och cornflakeskuppen
- 1997 – Akvarium

- 1997 – Irma & Gerd
- 1998 – Rederiet
- 2012 – Johanna – 6333 sekunder
- 2021 – Hitta Hem - UR, SVT